# Korrespondent (Zeitung)
Der Korrespondent  (russisch Корреспондент;  ukrainisch: Кореспондент) ist ein russischsprachiges Nachrichtenmagazin aus der Ukraine. Das Magazin erscheint wöchentlich, hat eine Auflage von etwa 50.000 Exemplaren pro Ausgabe und erscheint im KP-Media-Verlag.
Das Themenspektrum umfasst Nachrichten, Politik, insbesondere aus den postsowjetischen Staaten und dem GUS-Raum, Wirtschaft, Wissenschaft und Technik, Kultur und Unterhaltung, Sport und einen Lokalteil über Kiew. Zudem finden sich auch  übersetzte Artikel aus ausgewählter internationaler Presse im "Korrespondenten".
Während die Printausgabe ausschließlich auf Russisch erscheint, ist das Webangebot zusätzlich auch auf Ukrainisch verfügbar.
Seit 2003 gibt Korrespondent einmal im Jahr nach dem Vorbild des US-amerikanischen Nachrichtenmagazins TIME und dessen Time-100-Liste auch eine Liste der einflussreichsten Menschen in der Ukraine heraus. Auf dem ersten Platz lagen unter anderem bereits etwa Julija Tymoschenko, Wiktor Juschtschenko, Rinat Achmetow und Wiktor Janukowytsch.